# 12:51
«12:51» es una canción de la banda de rock indie estadounidense The Strokes, escrita por Julian Casablancas.
La canción fue lanzada como el primer sencillo de su segundo álbum de estudio "Room on Fire", y fue lanzado en los Estados Unidos el 4 de noviembre de 2003. Era conocido originalmente como "Supernova" antes de ser titulado de nuevo para su lanzamiento oficial. La canción está marcada por el tono distintivo de la guitarra solista de Nick Valensi, que es una reminiscencia de un teclado sintetizado.
- Datos: Q3597304